# Calcio in Inghilterra nel 1939-1940
Il calcio in Inghilterra nel 1939-40, dopo che la First Division fu interrotta dopo tre giornate a causa dello scoppio della Seconda guerra mondiale, si articolò su vari tornei amichevoli locali.

## Periodo bellico
Con la sospensione dell'attività calcistica il campionato fu diviso in dieci minitornei regionali. Si tenne anche una competizione con caratteristiche di coppa.
| Competizione            | Campione                |
| ----------------------- | ----------------------- |
| Midland League          | Wolverhampton Wanderers |
| West League             | Stoke City              |
| North-East League       | Huddersfield Town       |
| North-West League       | Bury                    |
| South League 'A'        | Arsenal                 |
| South League 'B'        | Queens Park Rangers     |
| South League 'C'        | Tottenham               |
| South League 'D'        | Crystal Palace          |
| South-West League       | Plymouth Argyle         |
| East Midland League     | Chesterfield            |
| Football League War Cup | West Ham United         |

## Classifiche

### League South A
|    |                   | G  | V  | N | P  | GF | GS | Pt |
| -- | ----------------- | -- | -- | - | -- | -- | -- | -- |
| 1  | Arsenal           | 18 | 13 | 4 | 1  | 62 | 22 | 30 |
| 2  | West Ham United   | 18 | 12 | 1 | 5  | 57 | 33 | 25 |
| 3  | Millwall          | 18 | 8  | 5 | 5  | 46 | 38 | 21 |
| 4  | Watford           | 18 | 9  | 3 | 6  | 44 | 38 | 21 |
| 5  | Norwich City      | 18 | 7  | 6 | 5  | 41 | 36 | 20 |
| 6  | Charlton Athletic | 18 | 8  | 1 | 9  | 61 | 58 | 17 |
| 7  | Crystal Palace    | 18 | 5  | 3 | 10 | 39 | 56 | 13 |
| 8  | Clapton Orient    | 18 | 5  | 3 | 10 | 28 | 60 | 13 |
| 9  | Tottenham         | 18 | 5  | 2 | 11 | 37 | 43 | 12 |
| 10 | Southend United   | 18 | 4  | 0 | 14 | 30 | 61 | 8  |

### League South B
|    |                                 | G  | V  | N | P  | GF | GS | Pt |
| -- | ------------------------------- | -- | -- | - | -- | -- | -- | -- |
| 1  | Queens Park Rangers             | 18 | 12 | 2 | 4  | 49 | 26 | 26 |
| 2  | Bournemouth & Boscombe Athletic | 18 | 11 | 2 | 5  | 52 | 37 | 24 |
| 3  | Chelsea                         | 18 | 9  | 5 | 4  | 44 | 37 | 23 |
| 4  | Reading                         | 18 | 10 | 2 | 6  | 47 | 42 | 22 |
| 5  | Brentford                       | 18 | 8  | 2 | 8  | 42 | 41 | 18 |
| 6  | Fulham                          | 18 | 7  | 4 | 7  | 50 | 51 | 18 |
| 7  | Portsmouth                      | 18 | 7  | 2 | 9  | 37 | 42 | 16 |
| 8  | Aldershot                       | 18 | 5  | 4 | 9  | 38 | 49 | 14 |
| 9  | Brighton & Hove Albion          | 18 | 5  | 1 | 12 | 42 | 53 | 11 |
| 10 | Southampton                     | 18 | 4  | 0 | 14 | 41 | 64 | 8  |

### League South C
|    |                   | G  | V  | N | P  | GF | GS | Pt |
| -- | ----------------- | -- | -- | - | -- | -- | -- | -- |
| 1  | Tottenham         | 18 | 11 | 4 | 3  | 43 | 30 | 26 |
| 2  | West Ham United   | 18 | 10 | 4 | 4  | 53 | 28 | 24 |
| 3  | Arsenal           | 18 | 9  | 5 | 4  | 41 | 26 | 23 |
| 4  | Brentford         | 18 | 8  | 4 | 6  | 42 | 34 | 20 |
| 5  | Millwall          | 18 | 7  | 5 | 6  | 36 | 30 | 19 |
| 6  | Charlton Athletic | 18 | 7  | 4 | 7  | 39 | 36 | 18 |
| 7  | Fulham            | 18 | 8  | 1 | 9  | 38 | 42 | 17 |
| 8  | Southampton       | 18 | 5  | 3 | 10 | 28 | 55 | 13 |
| 9  | Chelsea           | 18 | 4  | 3 | 11 | 33 | 53 | 11 |
| 10 | Portsmouth        | 18 | 3  | 3 | 12 | 26 | 45 | 9  |

### League South D
|    |                                 | G  | V  | N | P  | GF | GS | Pt |
| -- | ------------------------------- | -- | -- | - | -- | -- | -- | -- |
| 1  | Crystal Palace                  | 18 | 13 | 1 | 4  | 64 | 30 | 27 |
| 2  | Queens Park Rangers             | 18 | 10 | 3 | 5  | 38 | 28 | 23 |
| 3  | Watford                         | 18 | 7  | 7 | 4  | 41 | 29 | 21 |
| 4  | Southend United                 | 18 | 8  | 3 | 7  | 41 | 37 | 19 |
| 5  | Bournemouth & Boscombe Athletic | 18 | 8  | 2 | 8  | 40 | 41 | 18 |
| 6  | Aldershot                       | 18 | 7  | 3 | 8  | 38 | 36 | 17 |
| 7  | Clapton Orient                  | 18 | 7  | 3 | 8  | 33 | 45 | 17 |
| 8  | Norwich City                    | 18 | 6  | 4 | 8  | 33 | 36 | 16 |
| 9  | Reading                         | 18 | 6  | 2 | 10 | 31 | 42 | 14 |
| 10 | Brighton & Hove Albion          | 18 | 2  | 4 | 12 | 30 | 65 | 8  |

### League South-West
|   |                 | G  | V  | N  | P  | GF | GS | Pt |
| - | --------------- | -- | -- | -- | -- | -- | -- | -- |
| 1 | Plymouth Argyle | 28 | 16 | 4  | 8  | 72 | 41 | 36 |
| 2 | Torquay United  | 28 | 14 | 6  | 8  | 73 | 62 | 34 |
| 3 | Bristol Rovers  | 28 | 9  | 10 | 9  | 62 | 55 | 28 |
| 4 | Newport County  | 28 | 12 | 4  | 12 | 70 | 63 | 28 |
| 5 | Swindon Town    | 28 | 10 | 8  | 10 | 66 | 63 | 28 |
| 6 | Cardiff City    | 28 | 6  | 13 | 9  | 45 | 63 | 25 |
| 7 | Swansea Town    | 28 | 10 | 6  | 12 | 54 | 60 | 26 |
| 8 | Bristol City    | 28 | 7  | 5  | 16 | 57 | 92 | 19 |